# Demosthenes (fältherre)
Demosthenes (grekiska: Δημοσθένης), död 413 f.Kr., var en atensk fältherre under peloponnesiska kriget.
År 425 f.Kr. besatte Demosthenes och hans trupper staden Pylos. Med hjälp av förstärkningar ledda av Kleon besegrades de spartanska trupperna och tillfångatogs.
År 413 f.Kr. ledde Demosthenes förstärkningarna som skickades till Syrakusa. Anfallet misslyckades och Demosthenes tillfångatogs. Han avrättades i Syrakusa år 413 f.Kr.